# Place Pierre-Vaudrey
La place Pierre-Vaudrey est une voie du 20e arrondissement de Paris, en France.

## Situation et accès
La place Pierre-Vaudrey est une voie située dans le 20e arrondissement de Paris. Elle débute au 19, rue des Balkans et se termine au 20, cité Leclaire.

## Origine du nom
Elle porte le nom du sculpteur français Pierre Vaudrey (1873-1951).

## Historique
La voie est créée dans le cadre de l'aménagement de la ZAC Ancien Village de Charonne sous le nom provisoire de « voie DZ/20 » et prend sa dénomination actuelle par un arrêté municipal du 2 novembre 1995.